# Tomas Antonsson
Tomas Lennart Antonsson, född 11 maj 1980 i Kalmar, är en svensk TV-fotograf och Steadicam-operatör.
Tomas Antonsson inledde sin karriär som TV-fotograf vid TV4 hösten 2000. Sedan 2006 driver han eget företag som frilansande TV-fotograf och Steadicam-operatör och har arbetat med en rad framstående produktioner för Sveriges Television, TV3, TV4 och Kanal 5. Bland de mest kända programmen återfinns Melodifestivalen (2006, 2010, 2011, 2012, 2018, 2019, 2020, 2021, 2022, 2023, 2024), Idol (där han har medverkat varje säsong sedan premiären 2004), Let's Dance, Gladiatorerna, Allsång på Skansen, Skavlan och Sveriges Mästerkock (2010-2024).
Antonsson har även arbetat vid flera internationella produktioner, däribland Eurovision Song Contest 2008 i Belgrad, Eurovision Song Contest 2016 i Globen i Stockholm, Eurovision Song Contest 2021 i Rotterdam i Nederländerna och Eurovision Song Contest 2024 i Malmö Arena.
På den skandinaviska marknaden har han arbetat med NRK, TV2 Norge och MTV i Finland, med produktioner som, Nobel Peace Prize Concert (2012-2016), Hver gang vi møtes (2011-2018) och den norska versionen av Idol samt Emma Gaala i Finland.
Även utanför Europa har Tomas etablerat sig som en skicklig Steadicam-operatör. I Asien har han arbetat för CCTV i Kina och den kinesiska versionen av formatet Clash of the choirs, ett programformat utvecklat av Caroline af Ugglas.

## Priser & utmärkelser
- Antonsson vann priset Gyllene snittet i kategorin Årets TV-fotograf 2011.[6]

- År 2015 blev han nominerad till priset Årets fotograf[7] i TV-producenternas pris, Riagalan

- År 2017 vann han tillsammans med hela kamerateamet det engelska priset GTC Award for Excellence 2017[8] för prestationen under Eurovision Song Contest 2016 i Stockholm.

- År 2022 vann han och hela det nederländska kamerateamet GTC Award for Excellence 2022[9] för arbetet med Eurovision Song Contest 2021 i Rotterdam.